# Igor Tamm
Igor Yevgenyevich Tamm (Vladivostok, 8 de julho de 1895 — Moscou, 12 de abril de 1971) foi um físico russo.
Recebeu o Nobel de Física em 1958, pela descoberta e interpretação do efeito Cherenkov.

## Obras
- Relativistische Wechselwirkung der Elementarteilchen, 1935 (em russo)
- Über das magnetische Moment des Neutrons, 1938 (em russo)
- Ginzburg (Ed.): Gesammelte Werke. 2 Bände, Nauka, 1975 (em russo)